# تشارلي موس
تشارلي موس (بالإنجليزية: Charlie Moss)‏ هو لاعب كرة قاعدة أمريكي، ولد في 20 مارس 1911 في ميريديان في الولايات المتحدة، وتوفي بنفس المكان في 9 أكتوبر 1991.

## وصلات خارجية
- تشارلي موس على موقعبيزبول رفرنس.كوم (الدوري الرئيسي) (الإنجليزية)
- تشارلي موس على موقعبيزبول رفرنس.كوم (الدوري الثانوي) (الإنجليزية)